# 消化性潰瘍
消化性潰瘍（しょうかせいかいよう、英: peptic ulcer）は、胃の内面、小腸の最初の部分、ときには食道下部における潰瘍を指す。胃の損傷は胃潰瘍（gastric ulcer）と呼ばれ、腸の最初の部分の潰瘍は十二指腸潰瘍（duodenal ulcer）と呼ぶ。
十二指腸潰瘍の最も一般的な症状は、夜中に目が覚めることで、上腹部痛と下腹部痛があり、食事をすると改善する。胃潰瘍では、食べると痛みが悪化することがある 。痛みはしばしばburning熱感、または鈍い痛みと説明される。その他の症状には、げっぷ、嘔吐、体重減少、食欲不振などがある。高齢者の約3分の1は無症状である。合併症には、出血、穿孔、胃の閉塞などがある。出血は症例の15％にも及ぶ。胃癌等の悪性腫瘍も潰瘍病変を呈するが本稿では良性の潰瘍について記述する。
原因はヘリコバクター・ピロリ菌への感染と、非ステロイド性抗炎症薬が一般的である。他のあまり一般的ではない原因には、喫煙、重い病気によるストレス、ベーチェット病、ゾリンジャー・エリソン症候群、クローン病、肝硬変などがある。高齢者はNSAIDs潰瘍により敏感である。診断は症状の問診と、加えて上部消化管内視鏡検査または消化管造影検査が一般的である。ピロリ菌感染検査は、呼気テスト、血液検査、胃生検などによる。鑑別疾患には、胃がん、冠状動脈性心臓病、胃内壁炎症、胆嚢炎などがある。
食事療法は、潰瘍の原因と予防のいずれにおいても重要な役割を果たさない。治療には、喫煙の中止、NSAIDの使用の中止、アルコールの中止、胃酸を減らすための薬物療法が含まれる。酸を減らすために使用される薬剤は通常、プロトンポンプ阻害薬（PPI）またはH2ブロッカーのいずれかであり、最初に4週間の治療が推奨される。 H. pyloriによる潰瘍は、アモキシシリン、クラリスロマイシン、PPIなどの薬剤の組み合わせで治療される。抗生物質は耐性が増加しているため、治療が常に効果的とは限らない。出血性潰瘍は一般に内視鏡によって治療され、開腹手術はそれが成功しない場合にのみである。
消化性潰瘍は人口の約4％に存在する。 2015年には全世界で約8740万人に新しい潰瘍が見つかっている。約10％の人が、人生のある時点で消化性潰瘍を発症する。2015年には消化性潰瘍によって267,500人が死亡したが、1990年の327,000人から減少している。穿孔性消化性潰瘍の最初の記述は1670年にイギリスのヘンリエッタ姫であった。 20世紀後半にはバリー・マーシャルとロビン・ウォレンにより初めて、H. pyloriが消化性潰瘍を引き起こすことを確認され、これにより 2005年にノーベル賞を受賞した。

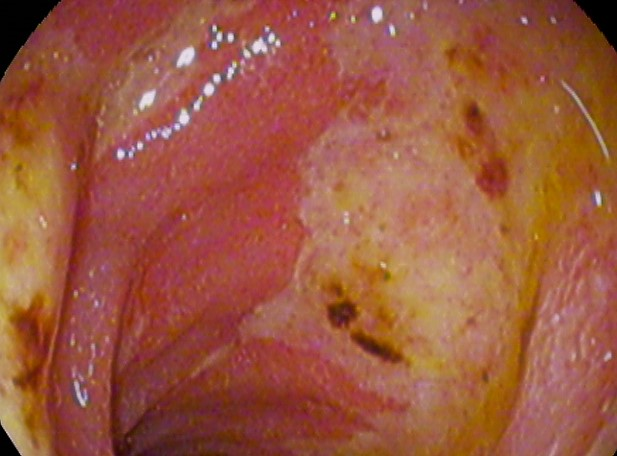
十二指腸潰瘍

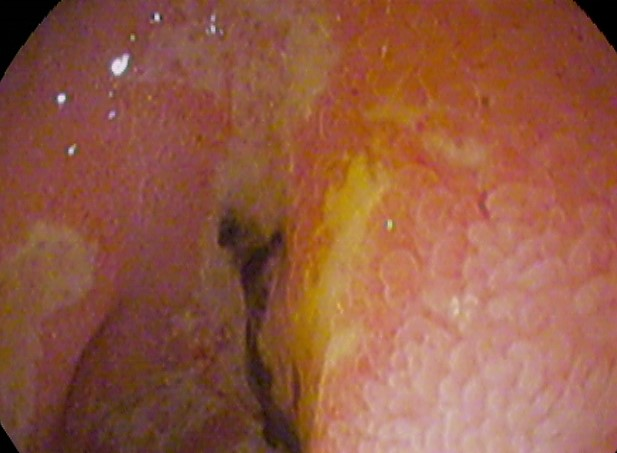
凝血が付着した十二指腸潰瘍　A2ステージ

## 名称
潰瘍の生じる部位別に旧来通り以下の通りに称される。
- 胃潰瘍（gastric ulcer、stomach ulcer）
- 十二指腸潰瘍 (duodenal ulcer）
- 食道潰瘍（esophageal ulcer、胃食道逆流症を参照）
- デュラフォイ潰瘍（仏: ulcère de Dieulafoy）

比較的小さな潰瘍であるが大出血を生じる潰瘍として1898年にフランスの外科医Paul Georges Dieulafoyが報告したもの。粘膜浅層の血管の走行上部にちょうど潰瘍が生じることで、小さく浅い潰瘍でも血管破綻を生じ大出血する潰瘍。
- 急性胃粘膜病変（AGML：acute gastric mucosal lesion）
- 急性十二指腸粘膜病変（ADML：acute duodenal mucosal lesion）

## 徴候と症状

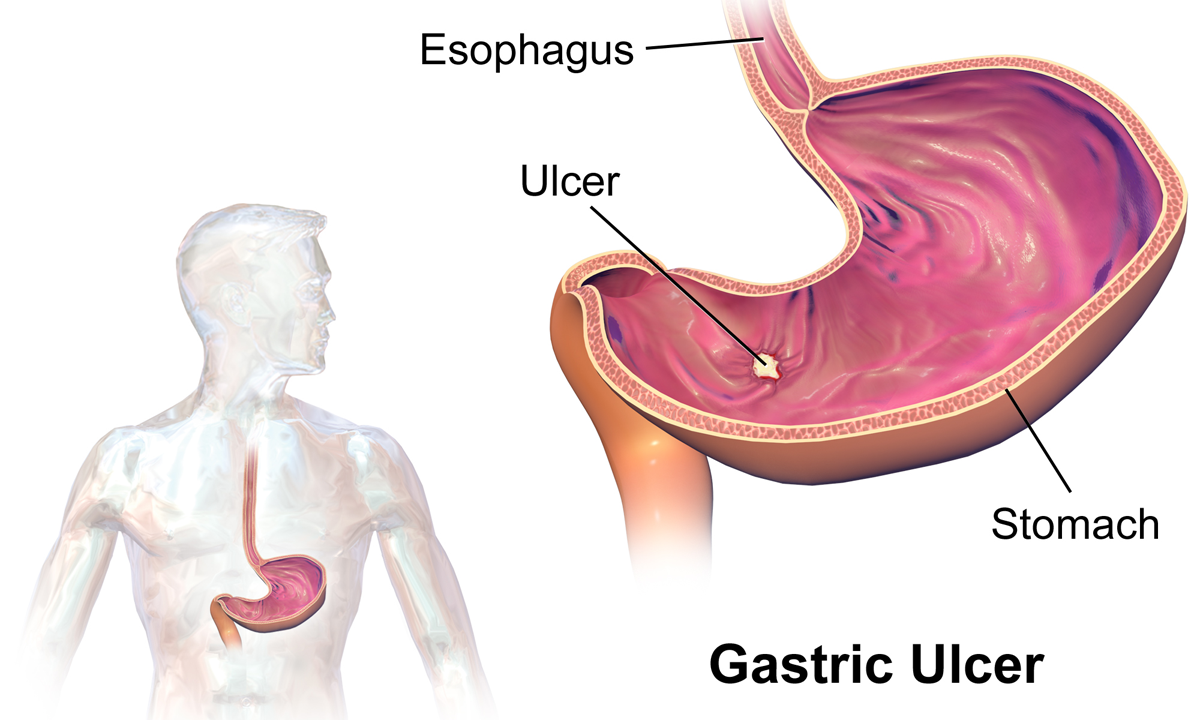
胃潰瘍

消化性潰瘍の徴候および症状は、以下の1つ以上を含みえる
- 腹痛、古典的な心窩部、食事時間と強く相関する。十二指腸潰瘍の場合、痛みは食事を取ってから約3時間後に現れ、睡眠から患者を目覚めさせる。
- 膨満感、腹部の膨張感。
- 流涎 (逆流による食道の酸を希釈するエピソード後に唾液ラッシュ。これは胃食道逆流症に関連する)
- 悪心と嘔吐
- 胃潰瘍による食欲不振と体重減少。
- 十二指腸潰瘍による体重増加。痛みは食べることによって緩和されるため。
- 吐血(血液の嘔吐)。胃潰瘍からの直接出血や重度/継続的な嘔吐により、食道が損傷するために発生しうる。
- タール便(ヘモグロビンからの酸化鉄の存在による黒色・悪臭の血便)
- まれに消化性潰瘍は、胃または十二指腸穿穿を引き起こす可能性がある。これは急性腹膜炎と極端な刺すような痛みとなり、[13]、緊急手術を必要とする。

既往歴に胸焼けや胃食道逆流症(GERD)や、特定薬の使用があった場合、消化性潰瘍の疑いが高まる。消化性潰瘍に関連する医薬品にはNSAID(非ステロイド系抗炎症薬)が含まれる。
上記症状が2週間以上を有する45歳以上の人々では、消化性潰瘍のオッズは、食道胃十二指腸内視鏡検査による迅速な調査を保証するのに十分高い。
食事に関連する症状のタイミングは、胃潰瘍と十二指腸潰瘍を区別しうるかもしれない。胃潰瘍は食べ物が胃に入るにつれて胃酸発生量が増加するため、食事中に吐き気や嘔吐に関連する上胃痛を与えるだろう。十二指腸潰瘍の痛みは空腹によって悪化するため、食事によって緩和され、これは夜の痛みに関連する。
また消化性潰瘍の症状は、潰瘍の位置や年齢によって異なる場合がある。さらに典型的な潰瘍は治癒し再発する傾向があり、その結果痛みは数日と数週間に起こり、その後衰えたり消えたりする。小児や高齢者は、合併症が起きなければ通常は症状がない。
30分から3時間程度続く胃の部分の灼熱感、かじり感は、一般的に潰瘍に伴うものである。この痛みは、空腹、消化不良、胸焼けと誤解される可能性がある。痛みは通常は潰瘍によって引き起こされるが、胃酸が潰瘍領域に接触すると、それにより悪化する可能性がある。消化性潰瘍によって引き起こされる痛みは、臍から胸骨までどこでも感じることができ、数分から数時間続く可能性があり、胃が空のときに悪化しうる。また夜間に痛みが燃え上がることもあるし、胃酸を緩衝する食品を食べたり、抗酸薬を服用したりすることで一時的に緩和できることもある。しかし消化性潰瘍疾患の症状は、すべての患者に異なりうる。

## 要因
リスクファクターは主に胃粘膜保護の減少である防御因子の低下を助長するものであり、以下が知られている。

### ヘリコバクター・ピロリ
ヘリコバクター・ピロリ（H. Pylori）保菌者が多く、比較的若年者に多い。H. Pyloriが胃前庭部に潜伏し始め、持続的にガストリン分泌刺激が促され胃酸分泌過多を生じることによって生じるとされている。十二指腸潰瘍は食前・空腹時に痛みが増悪することが知られているが、摂食刺激によってセクレチンが分泌されガストリン分泌が抑制され胃酸分泌が少なくなるためと考えられている。

### NSAID
非ステロイド性抗炎症薬（NSAIDs、non steroidal anti-inflammatory drugs）は鎮痛薬や抗血小板剤として広く用いられCOX（シクロオキシゲナーゼ）という酵素を阻害する作用を有し、このうちCOX-1が阻害されることで胃粘膜防御因子のPGE2（プロスタグランジン）産生低下が生じ、潰瘍を生じやすい。COX-2のみを選択的に阻害するNSAIDsでは比較的生じにくい。

### ストレス
ストレスはストレス潰瘍の発生要因となりうることが知られており、集中治療室での治療を必要とするなど、深刻な健康問題を引き起こす可能性がある。また、消化性潰瘍の危険因子の一つとして認識されている。
かつては慢性的な生活上のストレスが潰瘍の主な原因であると考えられていたが、現在ではそれが唯一の原因であるとは見なされていない。しかし、ストレスが潰瘍の発生に関与していると信じられているのは、ストレスが胃の生理機能に影響を与えることに加え、ヘリコバクター・ピロリ感染や非ステロイド性抗炎症薬（NSAIDs）の使用といった他のリスク因子を増大させることが科学的に実証されているためである。

### 食生活
スパイスなどの食事要因は、20世紀後半まで潰瘍の原因と考えられていたが、現在ではその影響は比較的低いとされている。カフェインやコーヒーについても、一般的に潰瘍を引き起こすまたは悪化させると考えられているが、その影響はほとんどないとされている。一方、アルコール摂取は、アルコール摂取は、単独では潰瘍のリスクを有意に増加させるとは考えられていないが、H. pylori感染者において潰瘍リスクを増加させることが研究で示されている。また、H. pylori感染と組み合わさった場合でも、そのリスク増加は主要な危険因子と比べてわずかであった。

### その他
- ステロイド

旧来よりステロイド（一般に糖質コルチコイド製剤）使用にて消化性潰瘍発症が高くなると言われていたが、近年のメタアナリシス報告で潰瘍発症の有意差は無いことが指摘され、ステロイドは消化性潰瘍のリスクファクターではないことが証明されてきた。

## 診断

### 鑑別疾患
- 胃炎
- 胃がん
- 胃食道逆流症
- 膵炎
- ニクズク肝
- 胆嚢炎
- 胆石発作
- 心筋梗塞
- 関連痛 (胸膜炎、心膜炎)
- 上腸間膜動脈症候群

### 血液検査
出血があれば貧血（Hb・RBC低下）が認められ、持続消耗性出血による小球性低色素性貧血（MCV低下）を呈してくる場合が多い。大量出血である場合には貧血があっても、MCV低下がみられないこともある。また活動期の出血の場合、胃内に蛋白成分が漏出し蛋白異化による尿素窒素（BUN）が高くなることでBUN/Cr比の上昇が認められ臨床的に出血兆候の指標として用いられる。

### 内視鏡検査

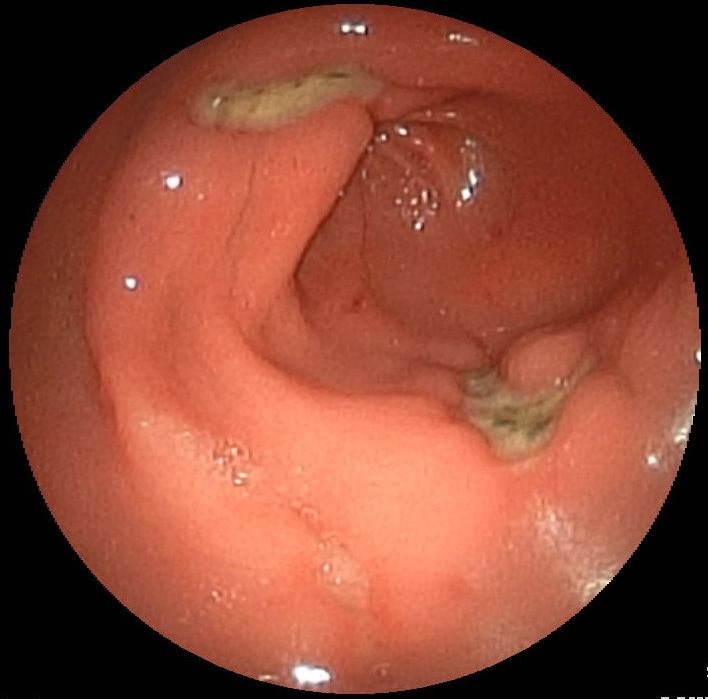
胃前庭部の多発胃潰瘍。潰瘍表面を覆うのは「白苔」と呼ばれる壊死物質。

胃潰瘍・十二指腸潰瘍の診断・治療において上部消化管内視鏡が基本となってくる。他の消化管病変の精査・鑑別も含めて、一般的に広く行われる。同時に治療も行える利点がある。

### 消化管造影検査
いわゆる「胃透視（MDL）」は旧来より広く行われている。所見から消化性単純潰瘍が疑わしい場合に、精査として行われることはほとんどなく、上記の内視鏡検査が行われる。悪性腫瘍に付随する潰瘍病変である場合には、病変の位置や大きさが、上部消化管内視鏡検査よりも客観的に描出できるため、内視鏡検査の後であっても行われることが多い。

### 分類
胃潰瘍・十二指腸潰瘍ともに内視鏡所見から以下の分類を用いて評価することが多い。

#### 崎田分類
潰瘍の治癒状態を分類したもの。1961年に国立がんセンターの﨑田隆夫（後に筑波大学教授）・大森皓次・三輪剛（後に東海大学教授）等が作成したもの。元々は内視鏡観察ではなく当時の主流である「胃透視画像（バリウム造影）」から提唱されたものであるが、内視鏡観察が広く行われるようになってきた現在でも広く用いられている。
- 活動期（active stage）：潰瘍辺縁の浮腫像・厚い潰瘍白苔がある時期
  - A1：出血や血液の付着した潰瘍底はやや汚い白苔の状態　
  - A2：潰瘍底はきれいな厚い白苔の状態　潰瘍辺縁の浮腫像は改善してくる時期
- 治癒過程期（healing stage）：潰瘍辺縁の浮腫像の消失・壁集中像・再生上皮の出現が見られてくる時期
  - H1：再生上皮が少し出現している（潰瘍の50%以下）
  - H2：再生上皮に多く覆われてきている（潰瘍の50%以上）
- 瘢痕期（scar stage）：潰瘍白苔が消失した時期
  - S1：赤色瘢痕
  - S2：白色瘢痕

#### Forrest分類
潰瘍の出血状態を分類したもの。1974年にJohn Forrestが『ランセット』に発表したもの。現在は、Walter Heldweinによる下記改変版が広く用いられている。
- Active bleeding（活動性出血）
  - Ia：Spurting bleed（噴出性出血）
  - Ib：Oozing bleed（漏出性出血）
- Recent bleeding（最近の出血）
  - IIa：Non-bleeding visible vessel（出血の無い露出血管）
  - IIb：Adherent blood clot・Black base（凝血塊の付着・黒色潰瘍底）
- No bleeding（出血無し）
  - III：Lesion without stigmata of recent bleeding（最近の出血所見の無い病変）

## 予防
NSAIDsを服用している（かつ心血管リスクが低い人）の消化性潰瘍疾患は、プロトンポンプ阻害薬（PPI）、H2ブロッカー、ミソプロストールの服用で予防できる。COX-2阻害型のNSAIDにすることは、非選択性NSAIDと比較して潰瘍発生率を下げうる。 PPIは消化性潰瘍予防において最もよく使用されている薬剤である。H2ブロッカーはNSAIDs服用者の胃出血を予防できるという根拠はない。ミソプロストールは消化性潰瘍予防に有効だが、一方で流産を促進し胃腸障害を引き起こすという特性から、その使用は限定されている。心血管リスクが高い人には、ナプロキセンとPPIが有用である。その他、低量のアスピリン、セレコキシブ、PPIも使用可能である。

## 治療

### 緊急治療
出血病変・穿孔病変に対しては以下の緊急処置が行われる。
- 出血性胃潰瘍・十二指腸潰瘍

潰瘍からの出血兆候を認める場合、以下の上部消化管内視鏡による内視鏡的止血術が行われる。
- clip止血
- 局注止血
  - エピネフリン添加高張食塩水（HSE：hypertonic saline-epinephrine）
  - 純エタノール

- 高周波凝固止血
- APC（argon plasma coagulation）止血

稀に内視鏡的な止血困難な症例は腹部血管カテーテル検査によって出血血管の塞栓術（IVR）が施行されたり、または手術（胃切開+出血血管縫合止血術+潰瘍縫縮術）が施行される場合もある。
- 胃潰瘍・十二指腸潰瘍穿孔

潰瘍穿孔を来たした場合、消化管穿孔として腹膜炎発症のコントロールが重要となってくる。
基本的に絶食・輸液管理・胃管挿入・抗菌薬投与による保存的加療にて穿孔が自然閉鎖し軽快することも多いが、穿孔が巨大であったり腹膜炎が生じていたりするようであれば手術（穿孔部縫合術＋大網被覆術＋腹腔内洗浄）が行われる。

### H. pylori除菌
ヘリコバクター・ピロリを保有している場合、再発予防として除菌療法を行うことが推奨されている。

### 薬物治療
消化性潰瘍の治療としては胃切除術が施行されてきたが、抗潰瘍薬の開発と共に、消化性潰瘍の治療は、以下の経口内服薬での治療が基本となっている。
- 胃酸分泌抑制薬
  - ボノプラザン
  - プロトンポンプ阻害薬
  - ヒスタミンH2受容体拮抗薬
- 胃粘膜保護剤
  - アルギン酸ナトリウム
- 制酸剤
  - 炭酸カルシウム
  - 炭酸水素ナトリウム

## 疫学
消化性潰瘍の生涯発症リスクは約5％～10％、
年間では0.1％～0.3％である

人口百万あたり死者数（2012年）
0-7
8-11
12-16
17-19
20-25
26-32
33-40
41-53
54-72
73-132

人口10万あたりのDALY(2004年)
no data
less than 20
20–40
40–60
60–80
80–100
100–120
120–140
140–160
160–180
180–200
200–220
more than 220

死亡者数は2013年には301,000人となり、1990年の327,000人から減少している
消化性潰瘍は、20世紀末の疫学進歩によって発生率が著しく低下するまで、罹患率と死亡率に多大な影響を及ぼしていた。消化性潰瘍病の発生率が低下した理由は、有効な新しい薬物療法や制酸剤の開発、非ステロイド性抗炎症薬（NSAIDs）の合理的な使用と考えられている。